# Ільків-Свидницький Микола Мирославович
Мико́ла Миросла́вович І́льків-Свидни́цький (нар. 21 вересня 1981, Мізоч, Здолбунівський район, Рівненська область) — український фахівець із спеціальних історичних дисциплін, історії середньовіччя та ранньомодерного часу, палеограф, кодиколог, книгознавець, поет.

## Життєпис
Народився 21 вересня 1981 року у сім'ї службовців.
З 1988–1999 роках навчався в Мізоцькій середній загальноосвітній школі I—III ступенів, у 1999–2004 — на історичному факультеті Львівського університету імені Івана Франка на спеціальності архівознавство. Отримав кваліфікаційні рівні бакалавра, магістра історії та архівознавства. У 2004–2007 роках навчався в аспірантурі.
2005–2006 працював на посаді асистента кафедри давньої історії України та архівознавства (за сумісництвом). З 2007 року працює на посадах завідувача відділу рукописних, стародрукованих та рідкісних книг імені Федора Максименка Наукової бібліотеки Львівського національного університету імені Івана Франка та асистента кафедри давньої історії України та архівознавства (за сумісництвом). 2009 року захистив кандидатську дисертацію на тему «Готичне письмо у канцелярії Львівського магістрату кінця XIV — першої половини XVI ст.» Проходив стажування в Інституті історії Варшавського університету (Польща, 2005, 2006).
Учасник міжнародних конференцій

## Цікаві відомості
Пише вірші. Брав участь у літературних акціях: «День Незалежного Поета» (Львів, 2009; Івано-Франківськ, 2011), «Захід» (День Незалежного Поета, 2010), Флешмоб «Діти вулиць» (Львів, 2011), «СУП» (Рівне, 2010; 2011).

## Найважливіші праці
- Готико-гуманістичне письмо і проблема гуманістичної реформи письма у канцелярії львівського магістрату XVI — початку XVII ст. // Наукові зошити історичного факультету Львівського національного університету ім. І. Франка. — Львів, 2006. — Вип. 8. — С. 48-62; (укр.)
- Пізньоготичне фінансове письмо у канцелярії львівського магістрату в першій половині XVI ст. (на матеріалах ЦДІА України у Львові) // Записки Наукового товариства імені Шевченка. Праці Комісії спеціальних (допоміжних) дисциплін. — Львів, 2006. — Т. CCLII. — С. 29-52; (укр.)
- Готичне письмо у канцелярії у канцелярії львівського магістрату кінця XIV–XV ст.(на матеріалах ЦДІА України у Львові) // Актуальні проблеми вітчизняної та всесвітньої історії. Наукові записки РДГУ. — Рівне, 2006. — Вип. 9. — С. 285–300; (укр.)
- Проблема походження готичного письма // Вісник Львівського університету. Серія книгознавство, бібліотекознавство та інформаційні технології. — Львів, 2008. — Вип. 3. — С. 9-20; (укр.)
- Інкунабули (першодруки) Наукової бібліотеки Львівського національного університету імені Івана Франка: каталог / [уклав Ф. П. Максименко; передмов. Ф. П. Максименко; упоряд. М. Ільків-Свидницький, В. Кметь; вступ. стаття М. Ільків-Свидницький, В. Кметь]. — [Вид. 2-ге розшир. та допов.]. — Львів: ЛНУ імені Івана Франка, 2011. — 122 с., іл. (укр.)